# Faro, Goddess of the Waters
Faro, Goddess of the Waters (no Brasil: Faro, Deus das Águas) é um filme franco-teuto-maliano-canado-burquino-butanês de 2007 dirigido por Salif Traoré.

## Sinopse
Zanga, uma criança nascida fora do casamento, é expulso de sua aldeia. Quando ele volta para a aldeia para descobrir a verdadeira identidade de seu pai, sua chegada coincide com mudanças abruptas no rio que banha a área, que é interpretado pelos moradores como um sinal de que Faro, o Deus das águas, está chateado com a chegada do bastardo.